# Complexe de lancement 5
Le complexe de lancement 5 (en anglais : Cape Canaveral Launch Complex 5), dit LC-5, est une aire de lancement de la NASA et de l'US Air Force se situant au sud de la base de Cap Canaveral, en Floride, utilisée pour faire décoller des missiles PGM-11 Redstone et PGM-19 Jupiter et les missions habités Mercury-Redstone. Ce site est connu pour le décollage de la mission suborbitale Mercury-Redstone 3 de la NASA, envoyant le premier homme de nationalité américaine, nommé Alan Shepard, dans l’espace. Actuellement, le complexe appartient au Air Force Space and Missile Museum (en), converti en un site touristique. L’installation fait partie d’un groupe de complexes de lancement comprenant le LC-6 et le LC-26.